# Banatki Małe
Banatki Małe – przysiółek wsi Kadłub w Polsce położony w województwie opolskim, w powiecie strzeleckim, w gminie Strzelce Opolskie.
Wieś stanowi przysiółek sołectwa Kadłub.